# Cryptoplites ignotus
Cryptoplites ignotus är en stekelart som beskrevs av Heinrich 1938. Cryptoplites ignotus ingår i släktet Cryptoplites och familjen brokparasitsteklar. Inga underarter finns listade i Catalogue of Life.